# Léon Navez
Léon Navez (Bergen 5 juli 1900- Oudergem 27 augustus 1967)  was een Belgisch kunstschilder, glasbewerker en decorateur. Hij schilderde vooral naakten, portretten, interieurs en stillevens. Hij was medeoprichter van de Nervia-groep.
Navez was communist en nam tijdens de Tweede Wereldoorlog actief deel aan het verzet.

## Biografie

### Opleiding
Navez was van bescheiden afkomst. Hij werd al op jonge leeftijd wees en bleef achter bij zijn grootmoeder. Daarom moest hij al op zeer jonge leeftijd gaan werken. Zo kwam hij in het atelier voor schilder- en decoratiewerken van de vader van de latere schilder Frans Depooter terecht. Daar ontdekte hij de schilderkunst en ontmoette hij zijn toekomstige collega's van de Nervia-groep, Frans Depooter en Anto Carte.  
Bij gebrek aan plaats in de Academie voor Schone Kunsten in Bergen, ging hij in 1920 ging hij lessen "aquarel" volgen bij Emile Motte en "hout en marmer" in een technische school.
Van 1921 tot 1924 studeerde hij  aan de Koninklijke Academie voor Schone Kunsten van Brussel: tekenles bij Jean Delville, schilderkunst bij Herman Richir en Anto Carte en monumentale kunst bij Emile Fabry. Daar ontmoette hij Léon Devos, met wie hij gans zijn leven bevriend zal blijven.
In die periode werkte hij als leerling in decoratieateliers en in het atelier van glazenier Florent-Prosper Colpaert.

### Parijs
In 1924 won hij de Prix Godecharle en kreeg een studiebeurs voor een studiereis naar Italië en een voortgezette opleiding in Parijs. Hij maakte de studiereis naar Italië en met Anto Carto. Daarna verbleef hij tot 1928 (langer dan aanvankelijk voorzien), samen met zijn vriend Léon Devos, die een baan aangeboden kreeg via een gemeenschappelijke vriend, zodat hij Navez kon vergezellen en er tegelijk mee kon genieten van de studiemogelijkheden die Navez aangeboden kreeg. In Parijs volgde hij onder andere een opleiding in het "Institut de Gravure".  
Samen met Léon Devos graveerde hij er postzegels en bankbiljetten, kopieerde hij 18de-eeuwse schilderijen en kon hij meewerken aan verschillende decoratiewerken.

### Nervia en loopbaan tot 1939
In 1928 keert hij naar België terug. Hij vindt terug aansluiting met de lokale kunstkring "Le bon Vouloir" van Mons, waar hij zijn ganse leven deel van zal uitmaken. 
Hij trouwde hij met Lulu Jouanne en ze kregen datzelfde jaar een zoon.
In dat jaar wint hij de prestigieuze "Prix de Rome". 
In 1928 was hij één  van de oprichters van de Nervia-groep, een beweging die de Waalse kunst wilde promoten, als tegenhanger van de Latemse School in Vlaanderen. De leden waren, naast Navez: Anto Carte, Louis Buisseret, Frans Depooter, Léon Devos, Pierre Paulus, Rodolphe Strebelle, Taf Wallet en Jean Winance.
In 1929 werd hij benoemd tot professor aan de Koninklijke Academie voor Schone Kunsten in Bergen. Hij bleef daar actief tot 1946.
In 1930 maakte hij samen met Charles Crespin de glas-in-loodramen voor de Abbaye de la Cambre, die het leven van Sint-Bonifatius voorstellen. 
Voor de Wereldtentoonstelling van 1935 in Brussel ontwierp Navez het fresco "Koning Albert en Koningin Elisabeth, beschermers van wetenschap en kunst" dat de eretrap van het commissariaat-generaal sierde.
In 1936 nam hij deel aan de Biënnale van Venetië met twee schilderijen. Die werden ook opgenomen in de tentoonstelling "Belga képzőművészeti kiállítás", een Belgische kunsttentoonstelling in Boedapest in 1937.
In 1939 richtte hij samen met Léon Eeckman de kunstenaarsgroep "Oriëntations" op met Alice Frey, Léon Devos, Stobbaerts, Georges Grard, Pierre Caille, Antoine Vriens en Marie Howet. In 1949 werd hij secretaris van de groep "Présence", die gevestigde kunstenaars André Willequet, Jacques Maes, Géo Mommaerts, Léon Devos, Maurice Wyckaert, Fernand Debonnaires en jonge studenten samenbracht. Ze konden al in 1950 in de Galerie Giroux exposeren.  

### Verzet en Faux Soir
Navez was lid van de Belgische Communistische Partij en nam vanaf 1940 actief deel aan het verzet. 
Zijn atelier in de Wolstraat in Brussel werd een belangrijk knooppunt voor de verzetsbeweging en een van de belangrijkste ontmoetingsplaatsen voor het Onafhankelijkheidsfront in Brussel. Het was de basis voor het idee en de uitgifte van de zogenoemde "Faux Soir" van 9 november 1943, de pirateneditie van de door de nazi's in beslag genomen krant Le Soir.
Deze verzetsdaad had de deportatie en dood van verschillende betrokkenen tot gevolg. 
Na de oorlog legde Navez de herinnering aan deze verzetsdaad vast in een schilderij. Het werd in 1949 tentoongesteld in de lokalen van de communistische krant De Rode Vaan, ter gelegenheid van de herdenking van de verzetsbeweging. Het schilderij is verdwenen en er bestaat geen afbeelding van.

### Academische carrière en loopbaan na 1945
Van 1929 tot 1946 was hij professor aan de Koninklijke Academie voor Schone Kunsten in Bergen. 
In 1946 werd Navez benoemd tot professor "Toegepaste sierkunst (ornamentiek) voor ambachten en nijverheid" aan de Nationale School voor Sierkunsten La Cambre in Brussel.
Vanaf 1956 gaf hij ook les aan de Technische Meisjesschool, in feite een opleiding voor regentessen, in Saint-Ghislain.
In 1964 was hij illustrator van het boek La Bien-aimée van Maurice Carême, van wie hij al in 1935 het boek Mère had geïllustreerd.
Hij overleed in Oudergem op 17 augustus 1967.

## Artistieke stijl
Hij heeft op technisch vlak in zijn stijl zeker invloed gehad van Gustave Van de Woestyne, maar het is vooral Anto Carte die Navez beïnvloedde in zijn zoektocht naar perfectie geïnspireerd door de Toscaanse Renaissance.
In zijn werken kwam zijn solidariteit met de sociale bewegingen van die periode naar voor, waardoor hij door Paul Caso werd beschouwd als een van de eerste vertegenwoordigers van het sociaal realisme.
Rond 1948 zal hij in navolging van de werken van  Georges Braque en André Lhote een meer stilistisch karakter in zijn composities brengen. Het portret van de kleermaker Gustave van Geluwe  is daar een voorbeeld van. Zijn werken roepen soms herinneringen op aan de Nieuwe Zakelijkheid.
Een verblijf in Congo bij zijn zoon, samen met zijn tweede echtgenote (zijn eerste echtgenote was vroegtijdig overleden), in 1956, inspireerde hem tot intieme schilderijen en decoratieve werken, met voorkeur voor poëtische landschappen en zuiverheid van vorm.
In die periode graveerde hij glazen in opdracht van het Provinciaal Paleis van Bergen.
Ook zijn tweede echtgenote overleed vroegtijdig als gevolg van een slepende ziekte.
Op de expo van 1958 was hij hoofd van de afdeling hedendaagse Belgische kunst.

## Tentoonstellingen
Navez was eerder een teruggetrokken persoon, waardoor hij tijdens zijn leven slechts een tiental persoonlijke tentoonstellingen heeft gehad. Zijn werken worden ook in de 21ste eeuw opgenomen in tentoonstellingen. Ze verschijnen regelmatig in catalogi van veilinghuizen.
- 2002: Nervia (19028-1938), schilders uit de jaren dertig van de vorige eeuw Mons Museum voor Schone Kunsten
- 2015: Nervia-Sint-Martens-Latem, een verhaal met koppeltekens, Museum van Elsene [26]

## Eer en eerbetoon
Op 4 juli 1957 werd Navez verkozen tot corresponderend lid van de Koninklijke Academie van België en op 7  januari 1960 tot volwaardig lid.
Werken van Navez zijn in bezit van  Koninklijke Musea voor Schone Kunsten van België en het Koninklijk Museum voor Schone Kunsten Antwerpen. 
Hij won volgende belangrijke prijzen: 
- Godecharle-prijs (1924)
- Prix de Rome (1928)
- Prijs Henegouwen ("Prix du Hainaut (arts plastiques)") (1930)

Er is een straat naar hem vernoemd in Bergen.

## Aantekeningen en referenties
1. 1 2  https://rkd.nl/explore/artists/58969; geraadpleegd op: 22 augustus 2017.
2. ↑  "Léon Navez"[dode link]; RKDartists; RKDartists-identificatiecode: 58969.
3. ↑  BnF-normbestand; genoemd als: Léon Navez; BnF-identificatiecode: 155587714.
4. ↑  "Leon Navez"; Union List of Artist Names; ULAN-identificatiecode: 500159010.
5. ↑  Benezit Dictionary of Artists; geraadpleegd op: 9 oktober 2017; genoemd als: Léon Navez; Benezit-identificatiecode: B00129087.
6. ↑  RKDartists; geraadpleegd op: 9 oktober 2017; genoemd als: Léon Navez; RKDartists-identificatiecode: 58969.
7. ↑  Artnet; genoemd als: Léon Navez; Artnet-identificatiecode voor kunstenaar: léon-navez.
8. ↑  NUKAT; genoemd als: Léon Navez; NUKAT-identificatiecode: n2005025130.
9. 1 2 3  (fr) René Léonard, Léon Navez. Notices. Académie Royale (1960). Geraadpleegd op 3-5-2023.
10. 1 2 3 4 5 6 7  (fr) Léon Devos (1967). Hommage à Léon Navez [note biographique  in "Bulletins de l'académie royale de Belgique"]. Académie Royale de Belgique, p. 203-205.
11. ↑  (fr) L. Dumont-Wilden  (14-12-1928). Léon Navez. Pourquoi Pas ?  1928
12. ↑  (fr) Paul Caso, Un hommage à Léon Devos,. Le Soir (24 mars 1989). Geraadpleegd op 14 november 2023.
13. ↑  (fr) Gustave Camus, Léon Désiré Devos - Annuaire de l'académie. Notices sur Léon Devos. Académie Royale de Belgique. Geraadpleegd op 14 november 2023. [dode link]
14. ↑  (fr) Par Paul Caso, "Un hommage à Léon Devos peintre de la joie de vivre", Le Soir, 24-3-1989. Geraadpleegd op 14 november 2023.
15. ↑  (fr) Gustave Camus, Léon Désiré Devos - Annuaire de l'académie. Notices sur Léon Devos. Académie Royale de Belgique. Geraadpleegd op 14 november 2023. [dode link]
16. ↑  (fr) Bovy, Philippe (5 november 2014). Ixelles. Primento. ISBN 978-2-87572-009-2. Geraadpleegd op 14 november 2023.
17. ↑  A Nemzeti Szalon kiállításainak katalógusai 1937-1938 | Könyvtár | Hungaricana. library.hungaricana.hu (1937). Geraadpleegd op 14 november 2023.
18. 1 2  Denis Lapière (scénario), Christian Durieux (dessin) et Daniel Couvreur (documentation) (2021). Le faux soir. Futuropolis, p. 96. ISBN 9782754830775.
19. ↑  (fr) Le faux Soir. www.belgiumwwii.be. Geraadpleegd op 14 november 2023.
20. ↑  Ontdek leraar, schilder, frescoschilder Léon Navez. rkd.nl. Geraadpleegd op 14 november 2023.
21. ↑  Léon Navez [BE (1900-1967)]. www.aml-cfwb.be. Geraadpleegd op 24 maart 2022.
22. 1 2  Léon Navez (1900-1967) Schilderijen te Koop. Simonis & Buunk. Geraadpleegd op 14 november 2023.
23. ↑  (en) Léon Navez, portrait of Gustave van Geluwe. Geraadpleegd op 14 november 2023.
24. ↑  (fr) Thornton, Lynne (1990). Les africanistes, peintres voyageurs: 1860-1960. www.acr-edition.com, p. 254. ISBN 978-2-86770-045-3. Geraadpleegd op 14 november 2023.
25. ↑  Leon Navez - Navez Leon - Groupe Nervia - Galerie du Pistolet d'Or. www.galeriedupistoletdor.com. Geraadpleegd op 14 november 2023.
26. ↑  Rik Sauwen, Nervia en Sint-Martens-Latem. Een verhaal met koppeltekens. Openbaar Kunstbezit Vlaanderen (22/10/2015). Geraadpleegd op 14 november 2023.
27. ↑  (fr) Léon Charles Louis Navez. www.academieroyale.be. Geraadpleegd op 14 november 2023.
28. ↑  Interieur. Musea voor Schone Kunsten van België. Geraadpleegd op 14 november 2023.
29. ↑  Banyuls-sur-Mer | KMSKA. kmska.be. Geraadpleegd op 14 november 2023.
30. ↑  Rue Léon Navez, 7000 Mons. Google Maps. Geraadpleegd op 2-5-2023.